# Ted Post
Ted Post (* 31. März 1918 in Brooklyn, New York; † 20. August 2013 in Santa Monica, Kalifornien) war ein US-amerikanischer Theater-, Film- und Fernsehregisseur.

## Leben
Post wurde als Sohn jüdischer Einwanderer, die aus der Ukraine kamen, geboren. Ab 1938 war er im Theaterbereich tätig. Während des Zweiten Weltkriegs diente er in der Armee, blieb aber auch hier im Theaterbereich tätig.
Ted Post wechselte als erfolgreicher Theaterregisseur zu Beginn der 1950er-Jahre zum Fernsehen und inszenierte als vielbeschäftigter Fernsehregisseur zahlreiche Episoden verschiedener Fernsehserien wie etwa Armstrong Circle Theatre und Waterfront. Für letztere wurde Ted Post 1955 für den Emmy nominiert.
Außerdem führte er vielfach Regie bei Rauchende Colts sowie The Twilight Zone. Zu Posts bekanntesten Filmen gehört Hängt ihn höher aus dem Jahre 1968. 1970 übernahm er die Regie von Rückkehr zum Planet der Affen, der ersten Fortsetzung des Klassikers Planet der Affen. 1973 wurde der von ihm inszenierte Calahan veröffentlicht. Er blieb trotz dieser Filme stets dem Fernsehen treu und inszenierte so unter anderem zwei Episoden der Krimireihe Columbo: Columbo: Mord in der Botschaft sowie Columbo: Blutroter Staub. Sein letzter inszenierte Film wurde 1999 veröffentlicht. Sein Schaffen umfasst die Beteiligung an rund 90 Film- und Fernsehproduktionen.
Post lehrte in den 1950er Jahren Schauspiel und Theaterkunst an der  High School of Performing Arts (später bekannt als Fiorello H. La Guardia High School of Music and Art and Performing Art). In späteren Jahren war er auch lehrend an der University of California, Los Angeles tätig.
Post war bis zum Ende seines Lebens verheiratet und Vater zweier Kinder.

## Filmografie (Auswahl)
Serien
- 1952–1953: Armstrong Circle Theatre (22 Episoden)
- 1952–1954: Schlitz Playhouse of Stars (20 Episoden)
- 1953–1955: The Ford Television Theatre (21 Episoden)
- 1954–1955: Waterfront (52 Episoden)
- 1955: Medic (5 Episoden)
- 1956–1963: Rauchende Colts (Gunsmoke, 55 Episoden)
- 1957: West Point (3 Episoden)
- 1957: Code 3 (2 Episoden)
- 1957–1958: Perry Mason (2 Episoden)
- 1958: Wilder Westen Arizona (Tombstone Territory, 3 Episoden)
- 1958: Richard Diamond, Privatdetektiv (Richard Diamond, Private Detective, 2 Episoden)
- 1959: Law of the Plainsman (2 Episoden)
- 1959–1960: Westlich von Santa Fé (The Rifleman, 4 Episoden)
- 1959–1964: Tausend Meilen Staub (Rawhide, 24 Episoden)
- 1960–1961: Checkmate (2 Episoden)
- 1960–1961: Kein Fall für FBI (The Detectives, 4 Episoden)
- 1960–1962: Wagon Train (8 Episoden)
- 1960–1964: Twilight Zone (The Twilight Zone, 4 Episoden)
- 1961: Unter heißem Himmel (Follow the Sun, 3 Episoden)
- 1961: The Tall Man (2 Episoden)
- 1961–1962: Thriller (2 Episoden)
- 1962–1963: Alcoa Premiere (4 Episoden)
- 1963–1964: Combat! (7 Episoden)
- 1964–1969: Peyton Place (179 Episoden)
- 1976: Ark II (8 Episoden)
- 1976–1977: Reich und Arm (Rich Man, Poor Man, 2 Episoden)

Filme
- 1956: The Peacemaker
- 1959: Keine Gnade für Tom Dooley (The Legend of Tom Dooley)
- 1961: Espionage: Far East (Fernsehfilm)
- 1968: Hängt ihn höher (Hang ’Em High)
- 1970: Rückkehr zum Planet der Affen (Beneath the Planet of the Apes)
- 1970: Night Slaves (Fernsehfilm)
- 1971: Dr. Cook’s Garden (Fernsehfilm)
- 1971: Yuma (Fernsehfilm)
- 1971: Five Desperate Women (Fernsehfilm)
- 1971: Do Not Fold, Spindle or Mutilate (Fernsehfilm)
- 1972: The Bravos (Fernsehfilm)
- 1972: Sandcastles (Fernsehfilm)
- 1973: The Baby
- 1973: The Harrad Experiment
- 1973: Calahan (Magnum Force)
- 1974: Cash – Die unaufhaltsame Karriere des Gefreiten Arsch (Whiffs)
- 1975: Columbo: Mord in der Botschaft (A Case of Immunity, Fernsehfilm)
- 1976: Columbo: Blutroter Staub (A Matter of Honor, Fernsehfilm)
- 1978: Black Tiger (Good Guys Wear Black)
- 1978: Die letzte Schlacht (Go Tell the Spartans)
- 1979: Die Mädels im Büro (The Girls in the Office, Fernsehfilm)
- 1979: Autostop – Einbahnstraße in den Tod (Diary of a Teenage Hitchhiker, Fernsehfilm)
- 1980: Nightkill
- 1984: Clay Feet (Fernsehfilm)
- 1986: Höllenfahrt nach Lordsburg (Stagecoach)
- 1991: Marine Fighter (The Human Shield)
- 2001: 4 Faces